# Alsterdorf
Alsterdorf (en baix alemany Alsterdörp) és un barri del bezirk d'Hamburg-Nord a la ciutat estat d'Hamburg a Alemanya. El 2011 tenia 13162 habitants sobre una superfície de 3,1 km².
Se situa a cavall de les dues ribes de l'Alster. Toca amb els barris d'Ohlsdorf, Winterhude, Eppendorf i Groß Borstel. La seva frontera nord-oest està formada per la Bundestraße 433 (Alsterkrugchaussee), la seva frontera sud-est per la línia U1 de l'HVV a la qual té dues estacions: Alsterdorf i Sengelmannstraße.

## Història
Com tot al llarg del curs inferior de l'Alster, trobades arqueològiques de l'edat de pedra, com l'ensenya un túmul (21,2 msnm) i uns blocs erràtic prop de la nova Plaça del Mercat (Alsterdorfer Markt). El primer esment del poble Alsterthorpe data del 1219 quan el poble comptava amb quatre masies i unes petites pagesies, i era el que significa el seu nom: un poble prop de l'Alster.
A l'antic règim, el poble depenia de la senyoria de Trittau al comtat de Pinneberg sota la sobirania de Dinamarca. Una situació complexa, com que la ciutat hanseàtica d'Hamburg posseïa el dret de pas i els marges de l'Alster, que conduïa a conflictes recurrents quan els alsterdorfesos volien construir preses i molins d'aigua. Aquesta situació intricada va acabar-se el 1803, quan el monestir d'Harvestude va bescanviar el seu domini de Bilsen, esclavat a la senyoria de Pinneberg contra Alsterdorf.

## Economia
És principalment un barri residencial. Té unes PiMEs disperses al barri, uns picapedrers i empreses de jardineria prop del Cementiri d'Ohlsdorf i unes empreses més grans al llarg de la carretera B433, prop de l'aeroport d'Hamburg. Un ocupador major, l'Evangelische Stiftung Alsterdorf, té la seva cleda i la seva seu administrativa al barri. Aquest institut d'atenció als discapacitats ocupa uns 5700 persones. No tots treballen a Alsterdorf com que des de la fi dels anys 1970 va començar a descentralitzar els serveis en entitats més petites tot arreu la ciutat, per tal de facilitar la integració. Un altre ocupador important és l'Hospital Israelític.

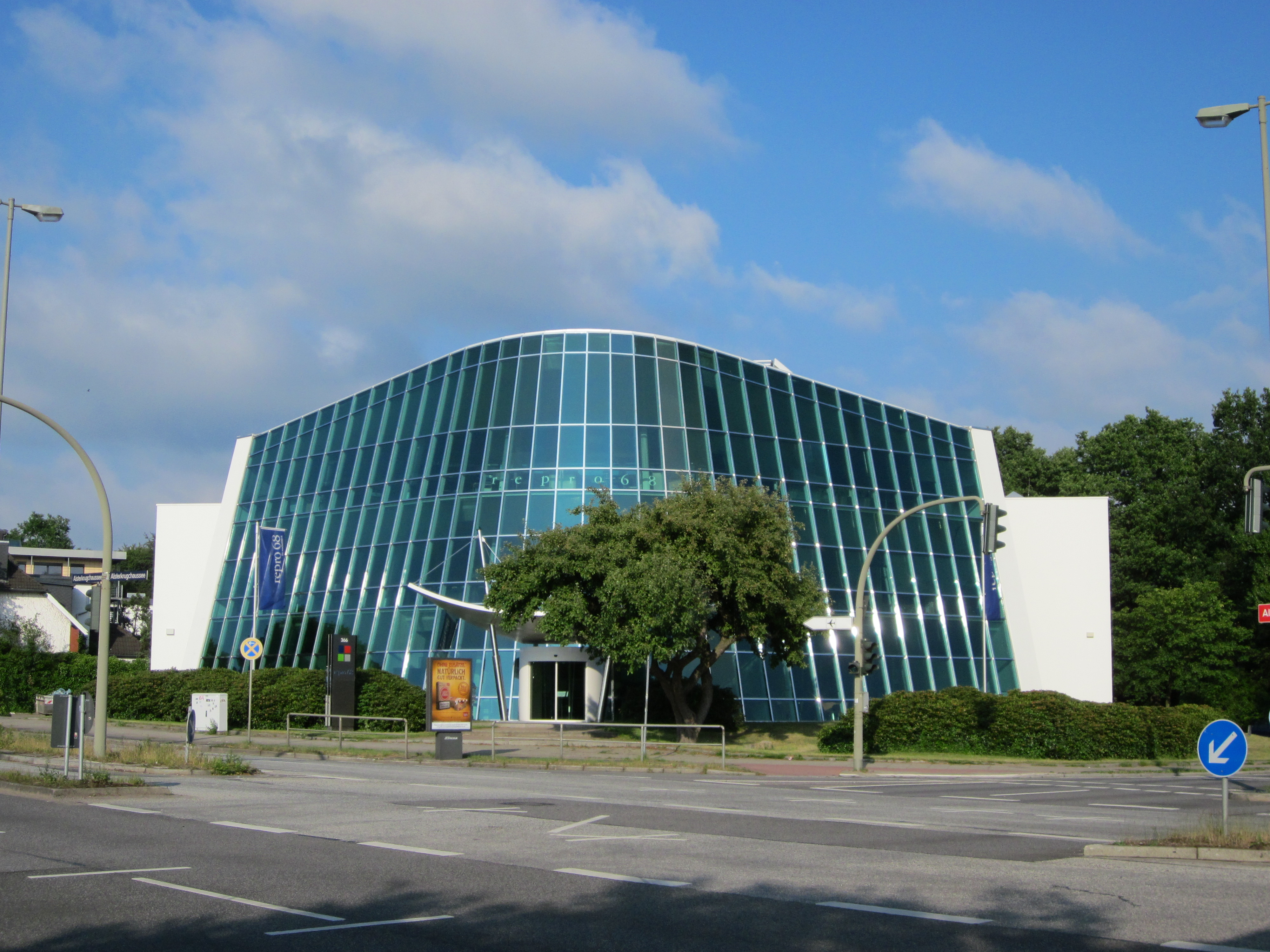
La seu de la companyia repro 68

El poble va quedar rural, el que era la raó per la qual Heinrich Sengelmann va crear-hi el 1850 la seva fundació: volia hostatjar les persones amb discapacitat en un entorn tranquil, lluny de la ciutat, on podien trobar un sentit a la vida en treballar la terra. A poc a poc, en un segle, la ciutat expansiva va atrapar el camp. Vers la fi del segle bugaderies i plantes de blanqueig van establir-se al poble, el 1912 n'hi havia ja 26. Entre 1919-1930, va obtenir una alenada hollywoodiana quan l'empresa cinematogràfica Vera Filmwerke va crear-hi uns 152 pel·lícules de tot gènere.
La urbanització va accelerar-se quan la canalització de l'Alster i la transformació dels antics meandre en canals (Brabandkanal, Skagerrakkanal i Inselkanal) van atreure hamburguesos adinerats als quals els agrada construir les seves vil·les al marge l'aigua. En crear-se avingudes, una ciutat jardí i pisos construïts per a les cooperatives obreres vers 1950 tot el poble, va ser urbanitzat. Dues amples cintes verdes de jardins populars prop de l'Alster i al costat de la línia del metro van quedar. No té veritable parc, però va mantenir un caràcter verd, per les plantacions, els patis públics amples dins de la ciutat jardí, els carrers arbrats i els jardins populars.
El 2004 va inaugurar-se l'Alsterdorfer Markt, una nova plaça Major pública, creada al centre dels edificis de l'Evangelische Stiftung Alsterdorf. Un endret tancat, gris i emmurallat que «tenia l'encant d'una caserna» va esdevenir un barri obert, mixt, on tothom pot vaiverejar, xerrar, fer les compres i viure junts. Totes les barreres, portals i muralles van ser derrocades.

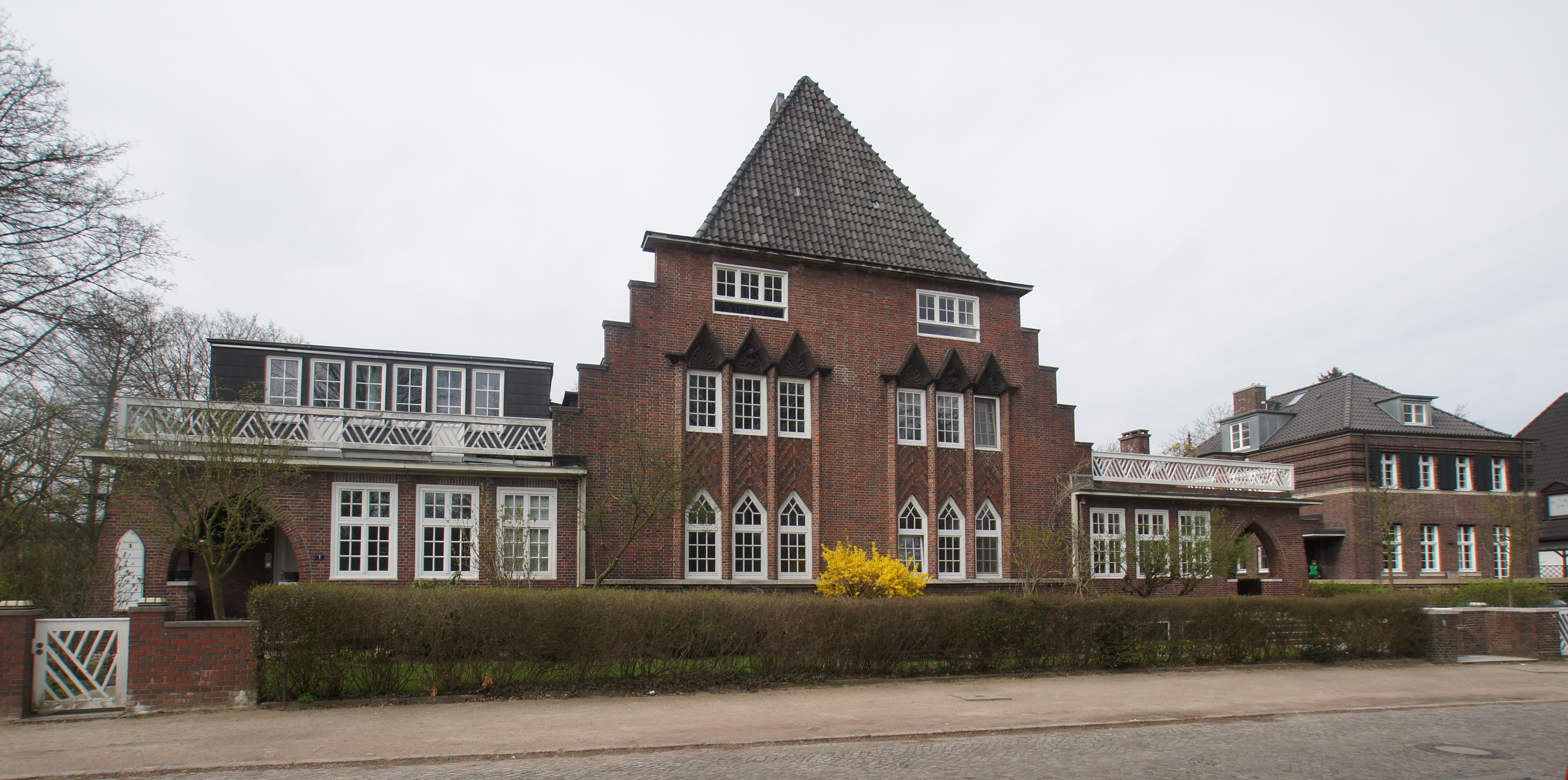
Vil·les al Brabandkanal
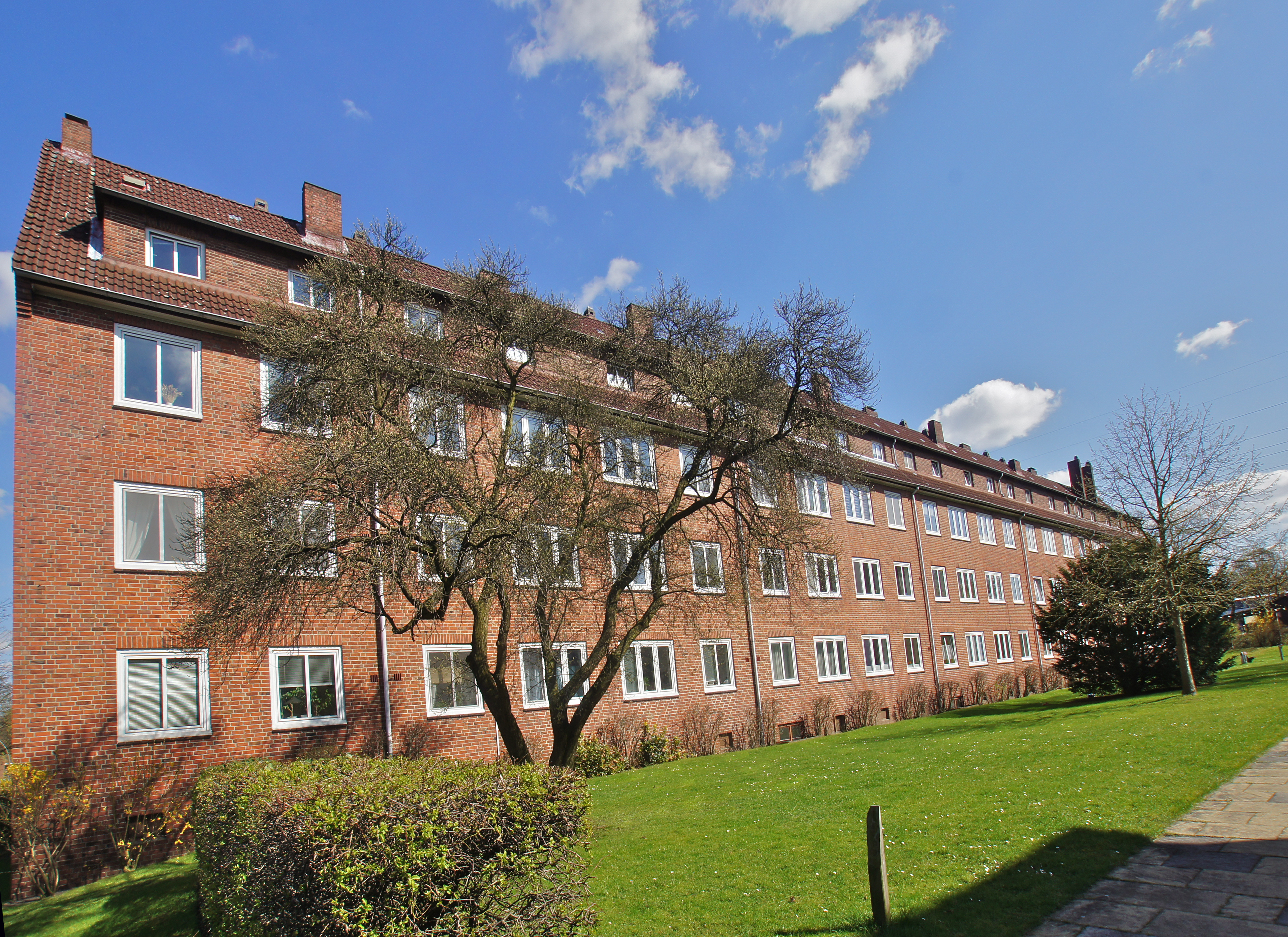
La ciutat-jardí
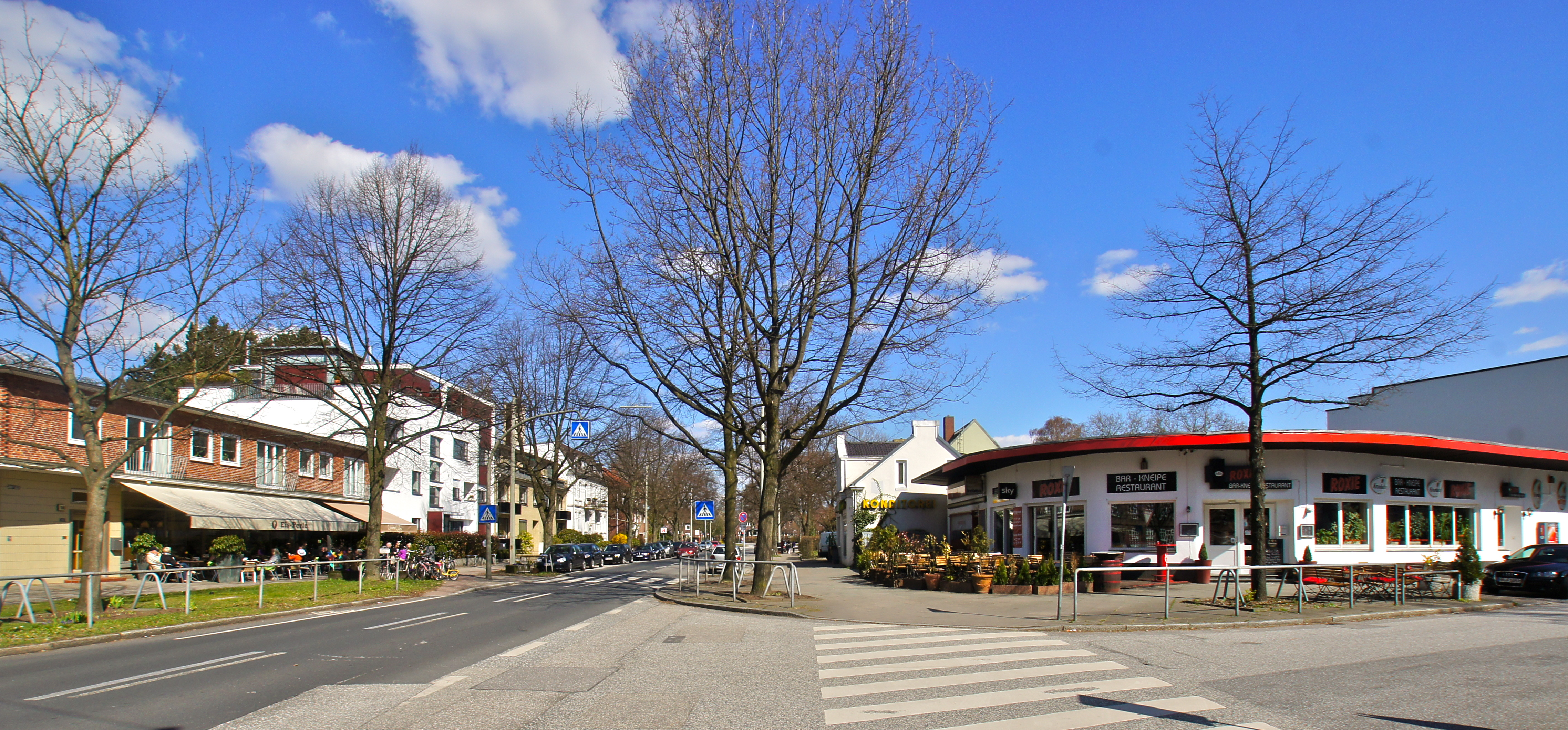
El carrer major Alsterdorfer Straße
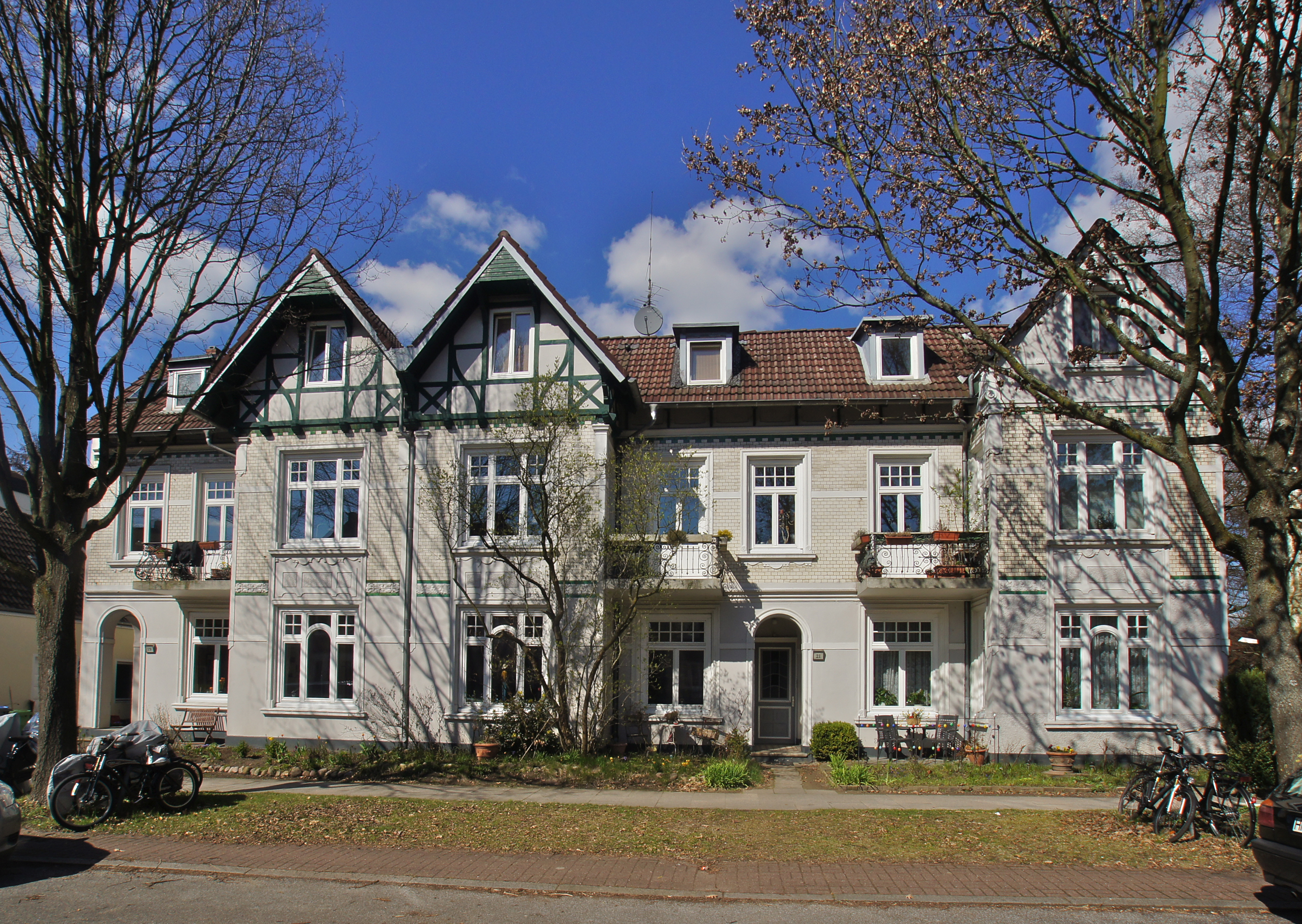
Vil·les al carrer Heilholtkamp
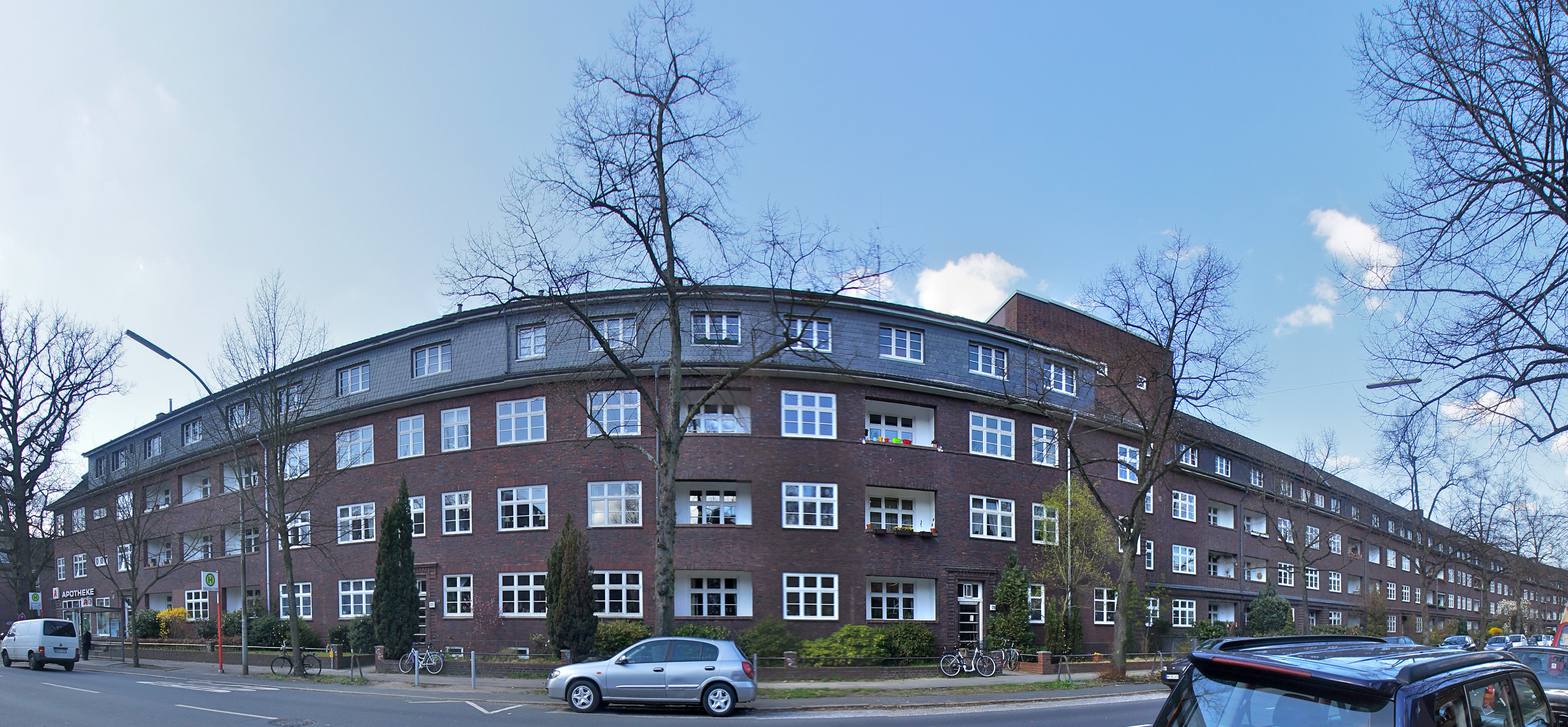
Pisos d'una cooperativa obrera

## Llocs d'interès
- El sender al llarg de l'Alster i les terrasses dissenyades per l'arquitecte Fritz Schumacher
- El desenvolupament contemporani a l'entorn de l'Alsterdorfer Markt, una nova plaça major pública (Premi arquitectural DIFA 2004)[6]
- El túmul prop de l'Alsterdorfer Markt
- L'antic crematori de 1891, transformat el 2009 en escola primària
- Unes vil·les destacades al marge dels canals
- L'antiga casa del transformador prop del pont Hindenburg monument llistat (avui un restaurant)
- La masia Hinschenhof

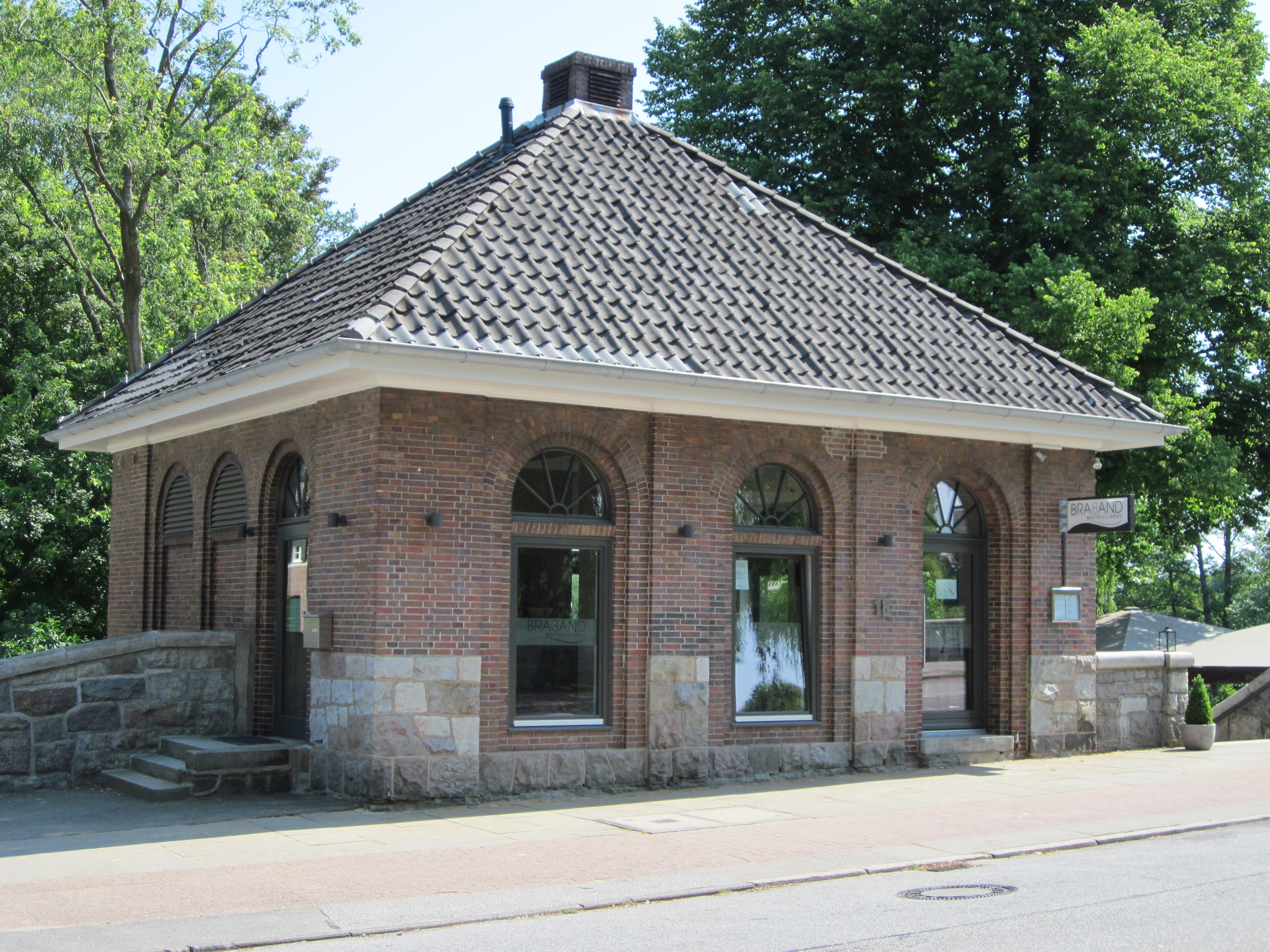
Casa del transformador Bistro Braband
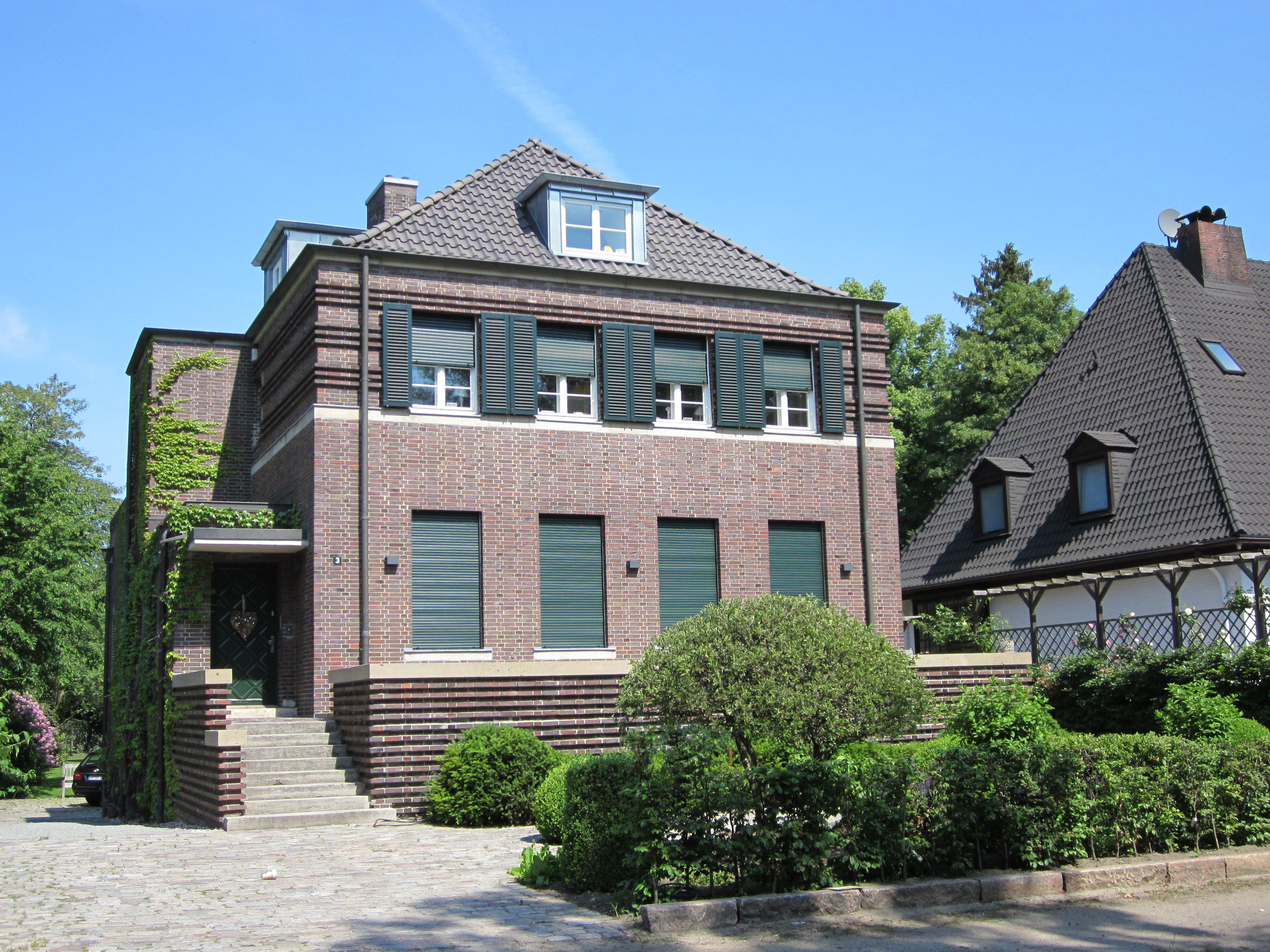
Brabandstraße 3
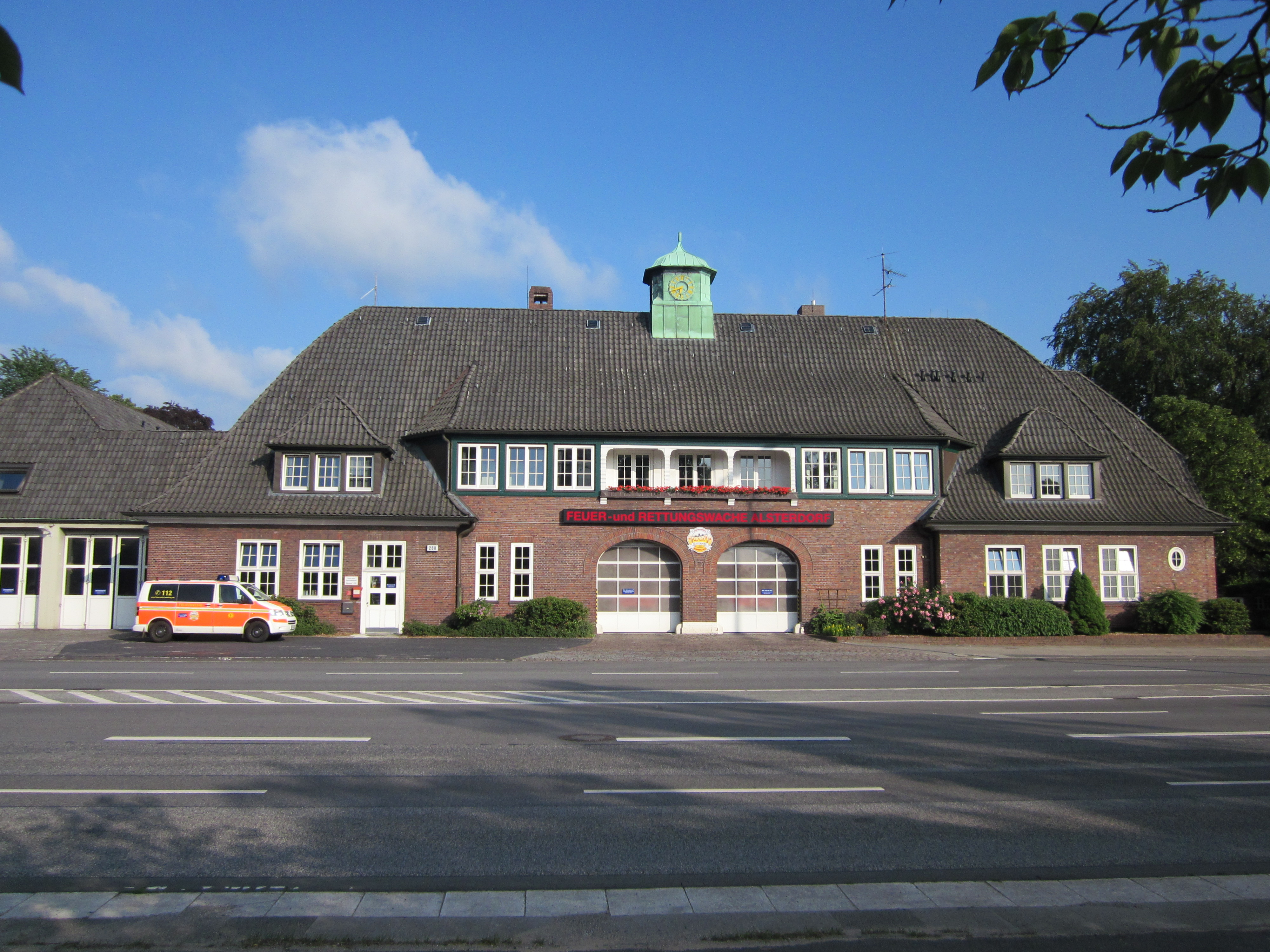
Caserna dels bombers (arquitecte Fritz Schumacher)
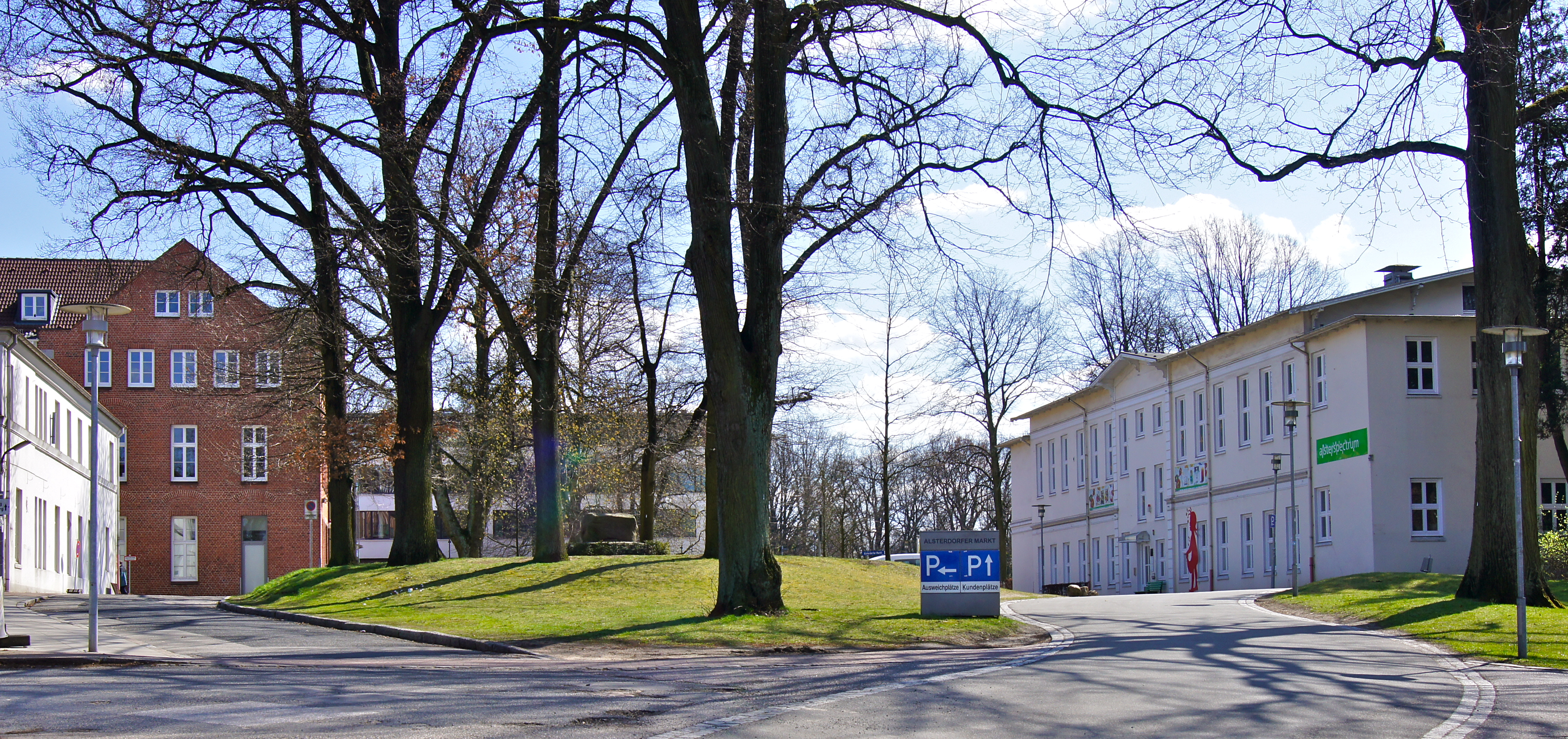
Evangelische Stiftung Alsterdorf
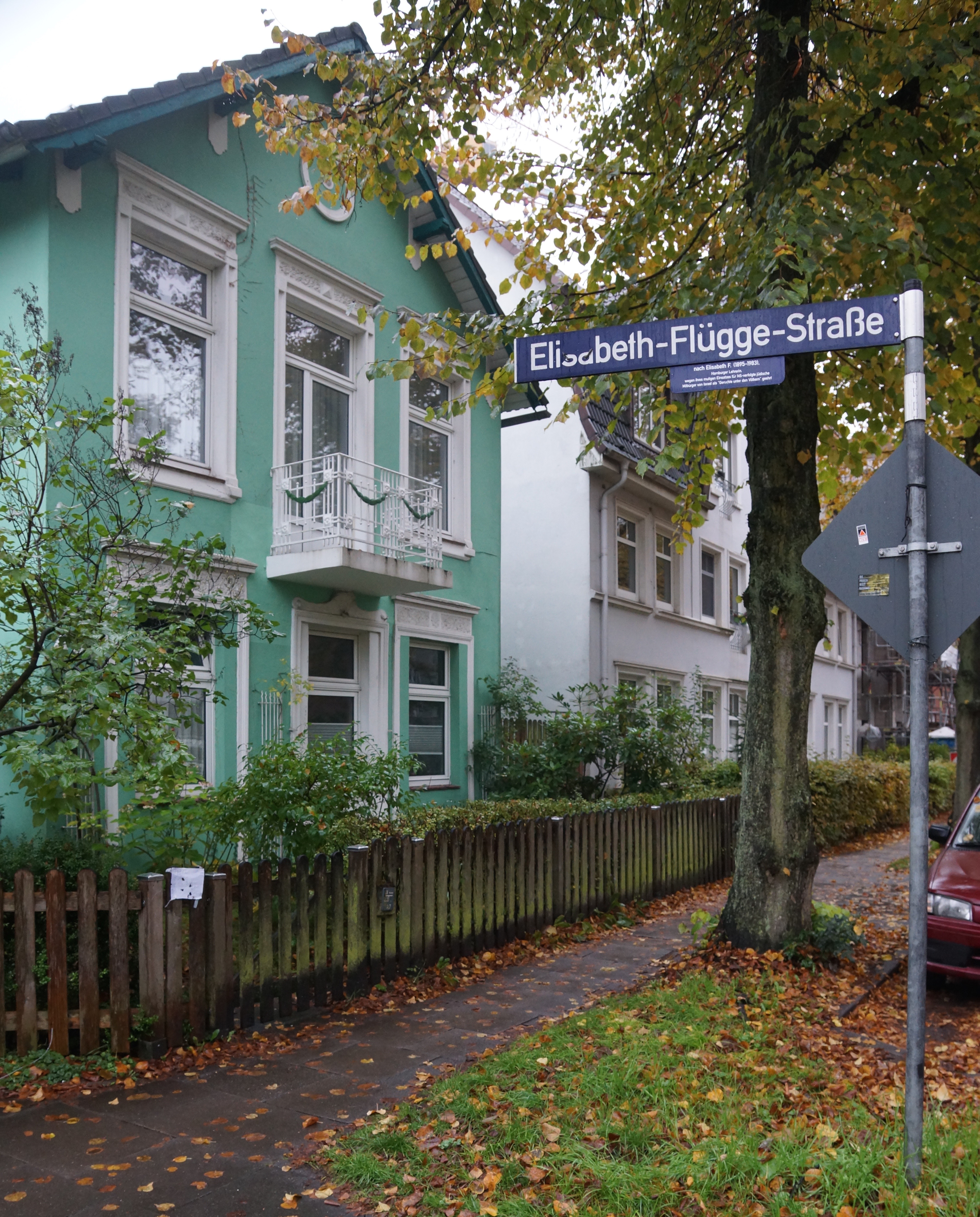
Carrer Elisabeth Flügge